# Chemin creux (Schwytz)
Pour les articles homonymes, voir Chemin creux.

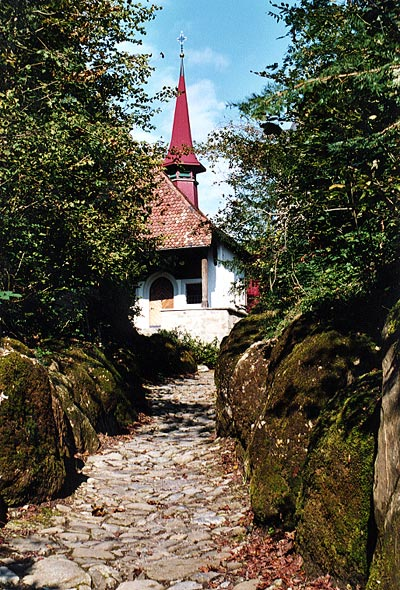
Le Chemin creux avec la chapelle de Tell

Le Chemin creux (Hohle Gasse en allemand) est une portion de route historique située dans le canton de Schwytz en Suisse.
Situé entre Küssnacht am Rigi et Immensee, ce chemin creux fait partie de la route qui relie Zurich au massif du Saint-Gothard en passant par Zoug et Flüelen.

## Histoire
Selon le livre blanc de Sarnen, c'est sur cette route que Guillaume Tell aurait tué le bailli Hermann Gessler d'un carreau d’arbalète. 
En l'honneur de cet événement, une chapelle du souvenir appelée chapelle de Tell y est construite dès 1530. Reconstruite en 1638, elle est dédiée à sainte Marguerite d'Antioche. En 1905 deux fresques y sont réalisées par Hans Bachmann, l'une à l'extérieur représentant la mort de Gessler et l'autre à l'intérieur la mort de Tell.
En 1934, une fondation est créée pour assurer la conservation du chemin, menacé par le développement routier de la région. Cette fondation prend en charge la restauration du chemin et le transfert du trafic sur une nouvelle route en 1937.

## Sources
- (de) Cet article est partiellement ou en totalité issu de l’article de Wikipédia en allemand intitulé « Hohle Gasse » (voir la liste des auteurs).
- « Holle Gasse » dans le Dictionnaire historique de la Suisse en ligne.
- « Mythes fondateurs » dans le Dictionnaire historique de la Suisse en ligne.